# Cuộc chiến sắc đẹp
Cuộc chiến sắc đẹp là bộ phim được thực hiện theo mô típ thực tế xoay quanh một cuộc thi sắc đẹp. Với sự góp mặt của dàn diễn viên trẻ đẹp đã tạo nên một tác phẩm gây sốt tại Thái Lan và nhiều nước khác. Đây là phim truyền hình Thái Lan được yêu thích nhất năm 2015 tại Việt Nam. Bộ phim đứng đầu bảng xếp hạng trong số các bộ phim truyền hình ở Thái Lan trong 7 tuần liên tiếp. Trên trang Zing TV, bộ phim đạt 8,6 triệu lượt xem ở phần một.

## Nội dung
Cuộc Chiến Sắc Đẹp là bộ phim được thực hiện theo mô típ thực tế, tái hiện một cuộc ganh đua sắc đẹp đầy khốc liệt giữa những tuyệt sắc giai nhân đến từ mọi miền của Thái Lan. Cuộc chiến này chẳng hề có bom rơi đạn lạc nhưng lại chất chứa đầy cạm bẫy. Chúng được tạo ra bởi chính miệng lưỡi và hàng loạt mưu mô xảo quyệt của mỗi thí sinh, thậm chí cả thành viên của ban tổ chức. Bộ phim đã phản ánh chân thực những mảng tối đằng sau vẻ hào nhoáng của ngành công nghiệp giải trí, cũng như hé mở một cuộc chạy đua tới ngôi vị quán quân đầy ly kỳ, hấp dẫn. Cánh cửa đến với chiếc vương miện kim cương và những phần thưởng quý giá sẽ thuộc về ai, khi ở nơi này, người chiến thắng không chỉ cần có nhan sắc, tài năng, mà còn phải chống chọi lại sự đấu đá quyết liệt trong cuộc chiến sắc đẹp này.

## Diễn viên phần 1

### Ban tổ chức
- Metinee Kingpayom vai Natsarin (Nat): Chủ cuộc thi Miss Beauty and Talent Thailand
- Yuke Songpaisan vai Khun Kong Kiet: Giám khảo của cuộc thi Miss Beauty and Talent Thailand.
- Jespipat Tilapornputt vai Kew: Người quay phim của cuộc thi
- Oliver Pupart vai Khun Chaiyuth: Giám khảo Miss Beauty and Talent Thailand
- Korakot Tunkaew vai Ith: Quay phim
- Organ Wacharapolmek vai Alice: Thành viên ban tổ chức

### Thí sinh
- Yingying Sarucha vai Wine
- Darin Hansen vai Aei
- Groupz Chutharut Anusin vai Baikhao
- Warapairin Laphatsanitirot vai Bibi
- Raviyanun Takerd vai Lookso
- Pimjira Jaroenlak vai Summer
- Pakakanya Charoenyos vai Piengfah
- Peramin Thabkaew vai Rip Bin
- Pornphan Rerkatakarn vai Dear
- Rattanapond Klinkulabhiran vai Lookwa

### Diễn viên khác
- Nat Thephussadin Na Ayutthaya vai Ton: bạn trai của Lookso
- Arisara Wongchalee vai View: chị của Wine
- Pympan Chalayanacupt vai Rasami: mẹ của Piengfah
- Wayo Assawarungruang vai bạn của Aei
- Korakot Puangsawad vai Jiji, ông bầu của Bibi
- Ornapha Krisadee vai Khun Kay - Chủ cuộc thi Miss Elegant Thailand

### Khách mời
- Bie Sukrit Wisedkaew
- Wichayanee Pearklin
- Charm Irvin Osathanond
- Ornapha Krisadee
- Pupe Onhathai Zursrisawat
- Kitti Chiawongsakul
- Fah Chanyasorn Sakornchan

## Diễn viên phần 2
- Metinee Kingpayom vai Natsarin (Nat): Chủ cuộc thi Miss Beauty and Talent Thailand
- Patiparn Pataweekarn vai Khun Pasut - Giám đốc của nhà tài trợ Showbiz 99
- Organ Wacharapolmek as Alice - Thành viên ban tổ chức. Trong phần 2, cô dính quan hệ đồng giới với Looknam.
- Namthip Jongrachatawiboon vai Nada (tập 15-17) - thay thế cho Nat làm chủ trì cuộc thi sau khi Nat bị tai nạn. Cô có quá khứ từng đạt vương miện khi cô hại Alice khiến Alice không làm người mẫu, cuối cùng cô bị tước vương miện bởi Nat. Cô cũng là người có mối quan hệ tình cảm gúc mắc với Alice. Khi Alice nói về việc cô hại Alice thì Nada đã nói "Hận càng nhiều thì yêu càng nhiều"
- Cholawit Meetongcom as Korn - thành viên ban tổ chức
- Oliver Pupart as Khun Chaiyuth - Giám khảo Miss Beauty and Talent Thailand
- Copter Phumin as M - thợ chụp ảnh
- Yuthana Puengklarng vai Thin - Đại diện trang web JustClick.com
- Ornapha Krisadee as Khun Kay - Chủ cuộc thi Miss Elegant Thailand
- Koii Korakod as Bow - thí sinh giấu bí mật là có con riêng, từng có tình cảm với Thin
- Mila Thanapa as Pim - thí sinh có mẹ phải đi tù do giết người
- Mild Anis Suwit as Mamiew - thí sinh có thân phận làm gái gọi giống mẹ, nhưng cô quyết tâm làm lại cuộc đời
- Zeenan Kulatida Pringkasemchai as Looknam - thí sinh có bạn gái đồng giới, nhưng đằng sau là một con người không ngờ tới...
- First Thanchanok Jittakul as Ming - thí sinh khiếm thị
- Toon Panisara Prinyarux as Gib - thí sinh, cháu của dì Kay, Muốn tìm lại Ba ruột của mình
- Ging Areeya as Fern - thí sinh, quyết tâm đạt vương miện như mong muốn của bà.
- Baitoey Punnisa as Fon - thí sinh là cháu họ của Jiji - bầu cũ của Bibi, đam mê võ thuật
- Dream Pichaya Tippala as Cherry - thí sinh là bầu của Bibi.
- Lingling Piyada Inthavong as Miumiu - thí sinh chuyển giới
- Akarat Nimitchai as Nick - anh chàng phiên dịch viên của Mink, cô gái khiếm thị
- Apple Aitanik Intarasut as Tai - bạn gái đồng giới của Looknam
- Warapairin Laphatsanitirot as Bibi - thí sinh cũ của phần một
- Piya Chanasadtru as Rot
- Korakot Puangsawad as Jiji - Bầu cũ của Bibi giờ là của Fon

## Ca khúc nhạc phim
- นางฟ้าหรือปีศาจ / Nang Fah Reu Pi Saj - Suveera Boonrod
- ที่หนึ่งในหัวใจเธอ / Tee Neung Nai Hua Jai Tur - Wichayanee Pearklin (phần 1)
- ผมเป็นของคุณไปแล้ว / Pom Bpen Kaung Koon Bpai Laeo - Sukrit Wisedkaew (đêm chung kết phần 1)
- ร้ายเพราะรัก / Rai Pror Ruk - NEW JIEW (phần 2)